# Фридлендер, Вальтер
Вальтер Фердинанд Фридлендер (нем. Walter Ferdinand Friedlaender; 10 марта 1873, Глогау, Силезия — 6 сентября 1966, Нью-Йорк) — немецкий историк искусства. В 1933 году эмигрировал в США, преподавал в Нью-Йоркском университете.

## Биография
Вальтер Фридлендер родился в семье Сигизмунда Фридлендера и Анны Иоахимсталь. Поскольку его родители умерли рано, он со старшей сестрой переехал в Берлин. Изучал санскрит в Берлинском университете и получил докторскую степень в 1898 году. Во время последующей стажировки в Британском музее в Лондоне Вальтер Фридлендер обнаружил интерес к истории искусства. Вернувшись в Берлин, он стал изучать историю искусств в университете под руководством Генриха Вёльфлина.
С 1907 по 1911 год Фридлендер работал в Прусском историческом институте (Preußischen Historischen Institut) в Риме. В 1912 году опубликовал исследование фресок Федерико Бароччи, а в 1914 году была опубликована его книга о Никола Пуссене. В том же году Вальтер Фридлендер женился на Эмме Кардин и получил должность приват-доцента в Институте Вильгельма Фёге (Institut von Wilhelm Vöge) при Университете Фрайбурга. В 1921 году он был назначен доцентом. Фридлендер преподавал там до 1933 года, когда ему исполнилось шестьдесят лет, его в ходе «нацистской чистки» уволили на основании закона о восстановлении госслужбы.
В 1934 году Фридлендер преподавал в Институте Варбурга в Лондоне. Затем он эмигрировал в США, где с помощью Эрвина Панофского нашёл временную должность в Пенсильванском университете и, наконец, в 1935 году постоянную должность в Институте изящных искусств Нью-Йоркского университета. В США Фридлендер продолжил исследования рисунков Пуссена (3-х томная монография 1939—1955), «маньеризма и антиманьеризма» в итальянской живописи (1957) и искусства Караваджо (монография 1955 г.).
С 1939 года он был соредактором Бюллетеня Искусства (The Art Bulletin), издаваемого Ассоциацией искусств колледжа наук и искусств Нью-Йоркского университета. В 1961 году стал членом-корреспондентом Гейдельбергской академии наук.
Важные работы по искусству итальянского маньеризма появились в 1925 и 1930 годах, опубликованные Библиотекой Варбурга. Заслугой Фидлендера является тезис о том, что искусство маньеризма, которое он называл «антиклассической реакцией» (antiklassische Reaktion), началось не в Риме, как считалось ранее, а во Флоренции, «где около 1515 года Понтормо и Россо изменили принципам своих учителей — Фра Бартоломео и Андреа дель Сарто».

## Основные работы
- Возникновение антиклассического стиля в итальянской живописи около 1530 года (Die Entstehung des antiklassischen Stiles in der italienischen Malerei um 1530. In: Repertorium für Kunstwissenschaft 46, 1925. S. 49-86)
- Стиль антиманьеризма около 1590 года и его связь со сверхчувственным (Der antimanieriestische Stil um 1590 und sein Verhältnis zum Übersinnlichen. In: Vorträge der Bibliothek Warburg 1928—1929, 1930. S. 214—243)
- Рисунки Никола Пуссена (Drawings of Nicolas Poussin. 3 Bände, 1939—1955)
- В. Фридлендер и Э. Блант. Рисунки Никола Пуссена. Критический каталог (Drawings of Nicolas Poussin. Catalogue Raisonne. Bd. 5. Studies of the Warburg Institute. London, 1974, ISBN 978-0-85481-048-2)
- От Давида до Делакруа (David to Delacroix. Harvard University Press, Cambridge, Mass. 1952)
- Исследования Караваджо (Caravaggio Studies, 1955)
- Маньеризм и антиманьеризм в итальянской живописи. Интерпретации в искусстве (Mannerism and Anti-Mannerism in Italian Painting. Interpretations in Art. Columbia University Press, New York, 1957. Nachdruck 1990, ISBN 978-0-231-02024-4)
- Римские фонтаны барокко (Römische Barock-Brunnen. E. A. Seemann, Leipzig 1922. Bibliothek der Kunstgeschichte 32)